# Вірлянська сільська рада
Вірлянська сільська рада (Урлянська сільська рада) — колишня адміністративно-територіальна одиниця та орган місцевого самоврядування у Баранівському районі Житомирської області з адміністративним центром у с. Вірля.

## Населені пункти
Сільській раді були підпорядковані населені пункти:
- с. Вірля
- с. Климентіївка

## Населення
Відповідно до результатів перепису населення СРСР, кількість населення ради, станом на 12 січня 1989 року, становила 1 500 осіб.
Станом на 5 грудня 2001 року, відповідно до перепису населення України, кількість мешканців сільської ради становила 1 439 осіб.

## Склад ради
Рада складалась з 16 депутатів та голови.

### Керівний склад сільської ради
| ПІБ                      | Основні відомості                                                     | Дата обрання | Дата звільнення |
| ------------------------ | --------------------------------------------------------------------- | ------------ | --------------- |
| Михалюк Лариса Антонівна | Сільський голова , 1963 року народження, освіта, позапартійна         | 26.03.2006   | 31.10.2010      |
| Михалюк Лариса Антонівна | Сільський голова , 1963 року народження, освіта, член Партії регіонів | 31.10.2010   |                 |

Примітка: таблиця складена за даними джерела

## Історія
Створена 1923 року, як Урлянська сільська рада, в складі сіл Дубники та Урля Баранівської волості Новоград-Волинського повіту Волинської губернії. 18 лютого 1923 року, відповідно до рішення Волинської ГАТК № 1 «Про об'єднання населених пунктів у сільради, зміну складу і центрів сільрад», адміністративний центр ради перенесено до с. Марківка з перейменуванням ради на Марківську. Відновлена 28 вересня 1925 року в с. Вірля Баранівської сільської ради Баранівського району.
Станом на 1 вересня 1946 року Вірлянська сільська рада входила до складу Баранівського району Житомирської області, на обліку в раді перебувало с. Вірля.
11 серпня 1954 року, внаслідок виконання указу Президії Верховної ради УРСР «Про укрупнення сільських рад по Житомирській області», до складу ради включено с. Климентіївка ліквідованої Климентіївської сільської ради Баранівського району.
Станом на 1 січня 1972 року сільська рада входила до складу Баранівського району Житомирської області, на обліку в раді перебували села Вірля та Климентіївка.
Ліквідована 30 грудня 2016 року через об'єднання до складу Баранівської міської територіальної громади Баранівського району Житомирської області.
Входила до складу Баранівського (28.09.1925 р., 8.12.1966 р.) та Новоград-Волинського (30.12.1962 р.) районів.